# Dorchester (Nebraska)
Dorchester è un villaggio degli Stati Uniti d'America della contea di Saline nello Stato del Nebraska. La popolazione era di 586 persone al censimento del 2010.

## Storia
Dorchester è stata intrecciata nel 1870 quando la Burlington and Missouri River Railroad è stata estesa fino a quel punto. Probabilmente prende il nome da Dorchester, un quartiere di Boston, Massachusetts, altri credono che prende il nome dalla città di Dorchester, in Inghilterra, che in ogni caso è l'omonimo del Massachusetts.

## Geografia fisica
Dorchester è situata a 40°38′55″N 97°06′55″W (40.648497, -97.115153).
Secondo lo United States Census Bureau, ha un'area totale di 0,48 miglia quadrate (1,24 km²).

## Società

### Evoluzione demografica
Secondo il censimento del 2010, c'erano 586 persone.

### Etnie e minoranze straniere
Secondo il censimento del 2010, la composizione etnica del villaggio era formata dal 90,8% di bianchi, l'1,0% di afroamericani, lo 0,2% di nativi americani, lo 0,2% di asiatici, il 6,8% di altre razze, e l'1,0% di due o più etnie. Ispanici o latinos di qualunque razza erano il 9,7% della popolazione.